# Ministerstwo Hutnictwa (1976–1981)
Ministerstwo Hutnictwa (1976-1981) – polskie ministerstwo istniejące w latach 1976–1981, powołane w celu kierowania i zarządzania rozwojem przemysłu hutniczego i kopalnictwa. Minister był członkiem Rady Ministrów.

## Utworzenie urzędu
Na podstawie ustawy z 1976 r. o utworzeniu urzędu Ministra Hutnictwa ustanowiono nowy urząd.

## Ministrowie
- Franciszek Kaim (1976–1980)
- Zbigniew Szałajda (1980–1981)

## Zakres działania urzędu
Do zakresu działania urzędu należały sprawy:
- hutnictwa żelaza  i stali,
- hutnictwa metali nieżelaznych,
- górnictwa rud metali,
- przemysłu materiałów ogniotrwałych,
- koksochemicznego,
- maszyn i urządzeń hutniczych.

## Szczegółowy zakres działania
Na podstawie rozporządzenia Rady Ministrów 1976 r. do zakresu działania Ministra Hutnictwa należą sprawy:
- produkcji hutnictwa żelaza i stali oraz hutnictwa metali nieżelaznych,
- wydobycia i przetwórstwa rud metali,
- przemysłu materiałów ogniotrwałych,
- przemysłu koksochemicznego,
- przemysłu maszyn i urządzeń hutniczych,
- obrotu i gospodarowania surowcami wtórnymi żelaza, metali nieżelaznych i materiałów ogniotrwałych,
- topików hutniczych,
- opracowywania perspektywicznych i wieloletnich planów społeczno-gospodarczych w zakresie działalności,
- planowania rozwoju zdolności produkcyjnych oraz inwestycji hutnictwa, górnictwa rud metali, przemysłu materiałów ogniotrwałych, koksochemicznego oraz maszyn i urządzeń hutniczych,
- programowania eksportu wyrobów resortu hutnictwa, importu surowców oraz maszyn i urządzeń,
- rozwoju techniki i organizacji produkcji oraz prowadzenia badań naukowych,
- nadzoru nad urządzeniami technicznymi,
- nadzoru nad instytutami naukowo-badawczymi, biurami projektowymi, konstrukcyjnymi i technologicznymi, zjednoczeniami i przedsiębiorstwami,
- współpracy gospodarczej i naukowo-technicznej z zagranicą,
- prac geologicznych w zakresie określonym szczególnymi przepisami.

## Zniesienie urzędu
Na podstawie ustawy z 1981 r. o utworzeniu urzędu Ministerstwa Hutnictwa i Przemysłu Maszynowego zniesiono urząd Ministra Hutnictwa.